# 유대 문학
유대 문학에는 유대인을 주제로 한 유대인이 쓴 작품, 다양한 주제의 유대인 언어로 쓴 문학 작품, 유대인 작가가 쓴 모든 언어의 문학 작품이 포함된다. 고대 유대인 문학에는 성경 문학과 랍비 문학이 포함된다. 중세 유대인 문학에는 랍비 문학뿐만 아니라 윤리 문학, 철학 문학, 신비 문학, 역사와 소설을 포함한 다양한 형태의 산문, 종교적 및 세속적 다양성의 다양한 형태의 시가 포함된다. 유대인 문학의 생산은 세속적 유대인 문화의 현대적 출현과 함께 꽃을 피웠다. 현대 유대인 문학에는 이디시 문학, 유대-타트 문학, 라디노 문학, 히브리어 문학(특히 이스라엘 문학), 유대계 미국인 문학이 포함되었다.

## 참고 문헌
- 본 문서에는 현재 퍼블릭 도메인에 속한 《Jewish Encyclopedia 1901–1906》의 내용을 기초로 작성된 내용이 포함되어 있습니다.